# Cannabis na Coreia do Norte
A situação da Cannabis na Coreia do Norte não é clara devido à falta de fontes disponíveis para o mundo exterior, com alguns observadores afirmando que a cannabis é efetivamente legal ou pelo menos tolerada no país e outros argumentando que isto é um mal entendido e que a droga é ilegal.
Um relatório de 2010 da Open Radio for North Korea, uma organização não-governamental americana sediada em Seul, citou uma fonte norte-coreana anônima dizendo que o regime de Kim Jong-un não considera a maconha como uma droga. A organização afirmou que sua fonte informava que uma repressão à metanfetamina havia sido anunciada em Hamkyungbuk-do, uma província coreana, mas que a repressão estava focada somente em metanfetamina, com o ópio e a maconha não sendo considerados "drogas". Especialistas que conversaram com o HuffPost também explicaram que não se sabe se a droga é tecnicamente ilegal, mas, segundos os mesmos, na prática o regime não parece discordar dela. Em 2013, citando fontes da NK News e do Reddit, a Vice News informou que a maconha era amplamente usada e tolerada na Coreia do Norte, fumada como ipdambae (잎담배, "folha de tabaco") pelas classes mais baixas como uma alternativa barata aos cigarros e para relaxar depois um dia de trabalho.
Relatórios sobre o uso de maconha e a cultura da cannabis na Coreia do Norte podem ser amplamente exagerados. Muitos dizem que a cannabis cresce descontroladamente na Coreia do Norte, e as pessoas podem comprá-la em grandes mercados de estilo bazar e fumar onde quiserem. Porém, uma investigação da Associated Press desacreditou a nação totalitária ser amiga do maconha - apesar dos inúmeros relatos ao longo dos anos dizendo que a Coreia do Norte é exatamente isso.

## O cânhamo

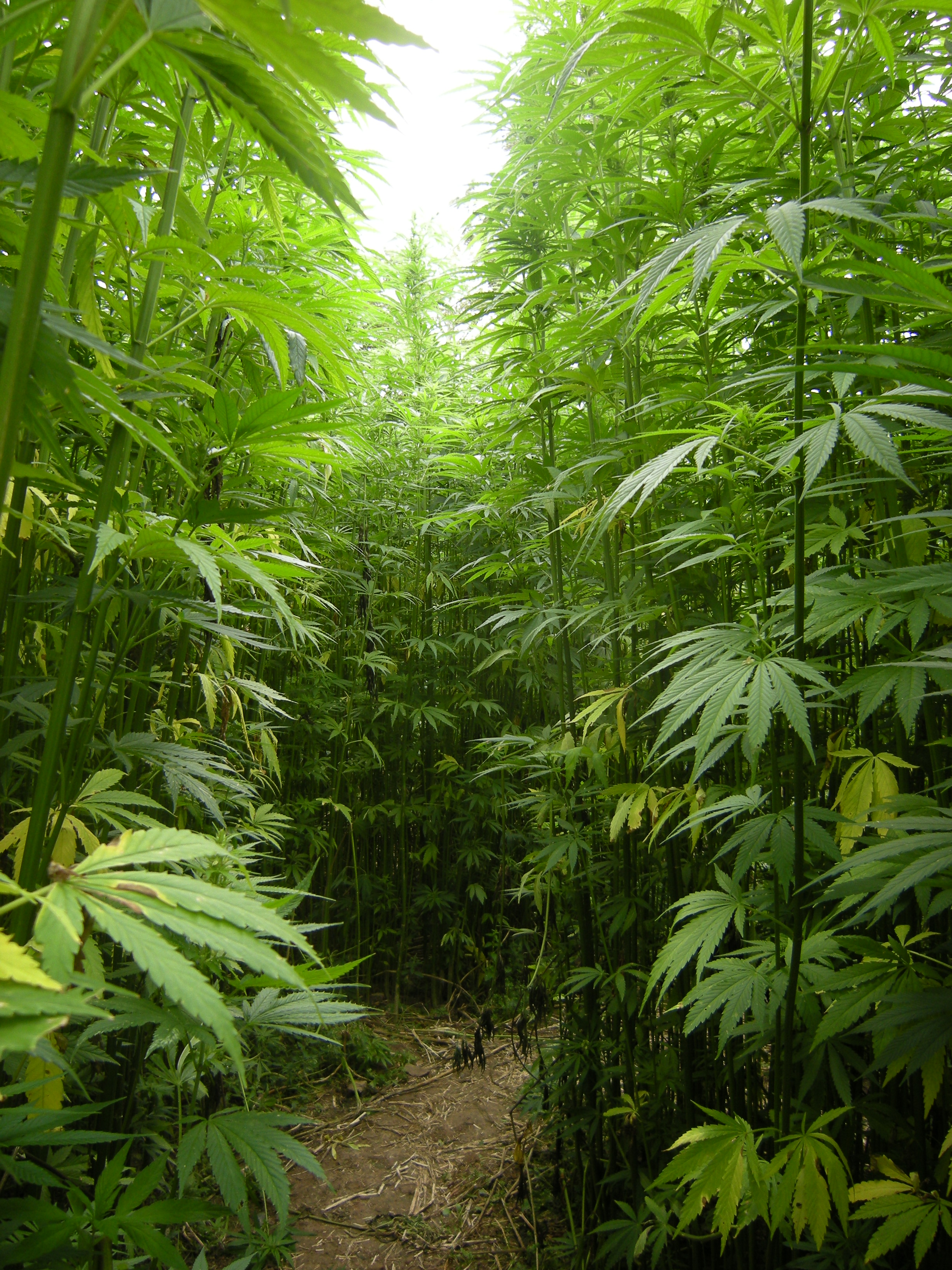
Um campo de cânhamo em Côtes-d'Armor, Bretanha, França (o maior produtor de cânhamo da Europa)

Parte da confusão em torno do status legal da cannabis pode vir de mal-entendidos sobre o que a planta é. A Coreia do Norte possui a maior área de cânhamo do mundo, com 19.000 hectares de plantações, em comparação com a China, o maior produtor mundial há anos, que aparentemente cobre apenas 16.500 hectares. A planta pode ocasionalmente ser vista em campos de revestimento como em outras partes da Ásia. Por isso, é possível que as pessoas que viram ou usaram o cânhamo na Coreia do Norte o confundiram com a cannabis. Ao contrário da cannabis, o cânhamo não eleva os usuários se eles o fumam, porque a planta contém apenas vestígios do composto químico conhecido como THC. O cânhamo e a maconha são plantas da mesma espécie, a cannabis sativa. No entanto, ambas são geneticamente distintas e geralmente utilizadas para finalidades diferentes.
O cânhamo é cultivado legalmente com sanção do Estado, de acordo com a AP. O cânhamo pode ser usado para fins industriais e para fabricar bens de consumo, desde óleo de cozinha a toalhas, bem como uniformes e cintos militares. Algumas variedades são usadas na fitoterapia nas áreas rurais. O cânhamo é um fixador de nitrogênio e pode contribuir para a melhoria da qualidade do solo. O uso de cânhamo na medicina tradicional pode ser tolerado em nível local, mas, na prática, a política nacional é extremamente rígida em relação ao uso de drogas recreativas de qualquer tipo.
Matthew Reichel, que já viajou para a Coreia do Norte mais de 30 vezes desde 2009 como diretor do "Projeto Pyongyang", sugere que é possível que alguns agricultores tenham conseguido cultivar seus próprios depósitos privados de maconha, mas a droga certamente não seria fumada em público. Os infratores da legislação antidrogas na Coreia do Norte podem ser sentenciados à morte, mas Reichel diz que a posse de maconha não levaria a uma execução ou banimento para um dos campos de concentração do país, que são principalmente reservados para presos políticos.
Torkel Stiernlof, um diplomata sueco que vive na Coreia do Norte, disse à AP que a maconha é uma substância controlada na mesma categoria que a cocaína e a heroína. "Não deve haver dúvida de que as drogas, incluindo a maconha, são ilegais aqui", disse Sternlof. "Não se pode comprar legalmente e seria uma ofensa criminal". Troy Collings, diretor-gerente de uma agência de viagens que leva turistas estrangeiros à Coreia do Norte, disse à AP que comprou o cânhamo antes como "substituto barato para o tabaco". "Cresce selvagem nas regiões montanhosas do Norte e as pessoas o pegam, secam e vendem nos mercados", disse Collings, "mas não te deixa chapado, não importa o quanto você fume".
Em 3 de maio, a UPI escreveu que as autoridades da Coreia do Norte, na verdade, encorajam o cultivo do cânhamo porque ele pode ser usado como combustível para abastecer os drones e veículos militares do Estado. (Esse relatório não foi confirmado por nenhuma outra agência de notícias).
O transporte, promoção e/ou uso de maconha ou produtos derivados de maconha por estrangeiros na Coreia do Norte é ilegal e provavelmente resultará em prisão e processo criminal.